# Леден (Германия)
Леден (нем. Lähden) — община в Германии, в земле Нижняя Саксония.
Входит в состав района Эмсланд. Подчиняется управлению Херцлаке. Население составляет 4660 человек (на 31 декабря 2010 года). Занимает площадь 79,88 км².
Коммуна подразделяется на 5 сельских округов.

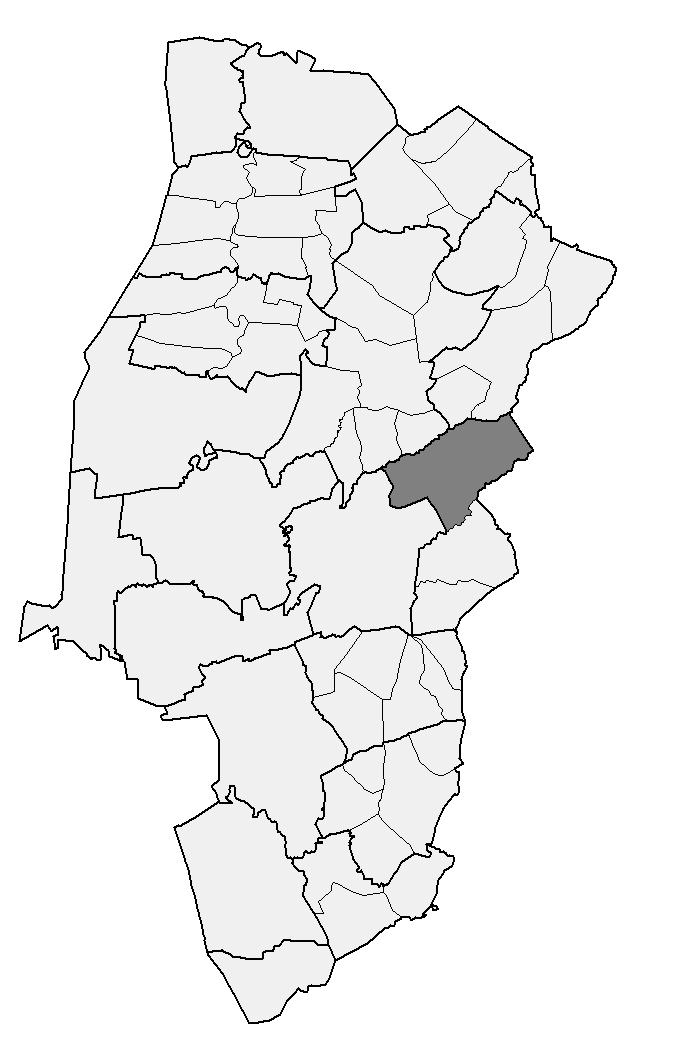
Леден